# Louis Claude Nyassa
 (août 2021).
 (octobre 2021).
Si vous disposez d'ouvrages ou d'articles de référence ou si vous connaissez des sites web de qualité traitant du thème abordé ici, merci de compléter l'article en donnant les références utiles à sa vérifiabilité et en les liant à la section « Notes et références ».
Louis Claude Nyassa est un homme politique qui a occupé de nombreux postes à responsabilité au Cameroun. Il a notamment été Président Directeur Général de la Société Nationale d'Investissement du Cameroun (SNI), Directeur Général de la Cameroon Airlines connue aujourd'hui sous le nom de Camair-Co, député du Mbam-et-Kim puis Maire de Ntui et celle de Secrétaire général de l'Assemblée nationale camerounaise. 
Aujourd'hui, il est le Président du Conseil d'Administration du chantier naval et industriel du Cameroun.

## Jeunesse
Louis Claude nait le 25 août 1943 à Betamba un village du Mbam-et-Kim dans une famille modeste où il aura de nombreux frères et sœurs. Ayant passé des années d'études primaires à la Mission Catholique de Ntui, puis secondaire au lycée technique de Yaoundé où il est d'ailleurs un bon élève, il décide d'entrer à l'École Nationale d'Administration et de Magistrature (ENAM) où il sera alors administrateur civil. Il a aussi été formé par correspondance à l'institut d'études administratives africaines de l'Université de Dakar et diplômé de l'Institut international d'administration publique à Paris.

## Vie politique
Bien qu'il ait eu de nombreux postes de responsabilité au Cameroun, dont ceux de Chef de service de Agréments à la direction de l'Industrie, Directeur adjoint de l'industrie et directeur de l'industrie puis Secrétaire Général de l'Économie et du Plan, ses postes les plus importants sont ceux au service direct de l’État. 

### La Société nationale d'investissement du Cameroun (SNI): 1979-1985
Nommé en 1979 Président Directeur Général de La SNI, il y restera de 1979 à 1985. Il a ainsi assisté à la transformation importante de cette société en 1980. Mais a aussi réalisé de nombreuses infrastructures dont le Bâtiment de La SNI, et a signé en 1979 un accord avec Vichy Saint-Yorre pour la production de l'eau Tangui sur le territoire camerounais. 

### La Cameroon Airlines: 1985-1987
En 1985, il est nommé Directeur Général de ce qui est encore appelé la Cameroon Airlines. À son époque, la société qui abrite de nombreux Boeing loués antérieurement poursuit ses activités normales et dispose des bureaux au 12 du boulevard des Capucines à Paris. 
Aujourd'hui néanmoins, l'on ne trouve plus la Cameroon Airlines à cet endroit. 

### Député du Mbam-et-Kim, maire de Ntui
Sa véritable popularité vient des années 1997, il est alors élu Maire de la Ville de Ntui, non loin de son village Betamba. Il réalise alors de nombreux édifices dont des routes, des bornes-fontaines et contribue significativement au développement de la ville où il a d'ailleurs une certaine popularité jusqu'à nos jours. 
Il est aussi député RDPC du Mbam-et-Kim de 1997 à 2007. Il devient en 2008 secrétaire général de l'Assemblée nationale,.

### L'Assemblée nationale: le secrétariat général
Ayant d'abord été Questeur à l'Assemblée Nationale au cours de sa première législature de 1997 à 2002, il sera aussi Président de la commission des Finances et du budget de 2002 à 2007. 
En 2008, alors qu'il est nommé et accueilli avec joie comme Secrétaire Général de l'Assemblée Nationale sous Cavayé Yeguié Djibril, il est évincé en 2010 en raison de nombreux problèmes internes. Il est alors remplacé par Victor Yene Ossomba.

### Le chantier naval: Le Président du Conseil d'administration
Depuis 2008, il est le président du Conseil d'administration du Chantier Naval et Industriel du Cameroun (CNIC). 

## Vie privée
Il est marié et père de 2 enfants.